# マイルズ・モラレス
- マイルス・モラレス

マイルズ・ゴンサロ・モラレス（Miles Gonzalo Morales [məˈræləs] ）とはアメリカの出版社マーベル・コミックスの刊行物に登場するキャラクターで、スパイダーマンを名乗るスーパーヒーローの一人。2011年にマーベル編集長アクセル・アロンゾの下で原作者ブライアン・マイケル・ベンディスと作画家サラ・ピチェッリによって生み出された。日本語表記はマイルズとマイルスが混在している。
マイルズ・モラレスは10代の少年で、黒人の父親とプエルトリコ系の母親の間に生まれたバイレイシャルである。主流のマーベル・ユニバースとは別の並行世界を舞台とする出版ライン「アルティメット・マーベル」における二代目のスパイダーマンにあたる。初登場は『アルティメット・フォールアウト』第4号（2011年8月）で、ストーリー上は初代スパイダーマンことピーター・パーカーが死んだ後のことになる。『アルティメット・コミックス: スパイダーマン』誌の主役を務めていたが、マーベルが2015年にアルティメットラインを打ち切ってからは、同年のリランチイベント「オールニュー・オールディファレント・マーベル」を皮切りに本流のマーベル世界に所属するキャラクターとなった。ディズニーXDのテレビアニメ『アルティメット・スパイダーマン』では主役でこそないがシリーズの途中でメインキャラクターに加えられ、アカデミー長編アニメ映画賞を受けた2018年の映画『スパイダーマン:スパイダーバース』では主人公になった。
マイルズ・モラレスへの反応は賛否さまざまで、スパイダーマンの作者の一人スタン・リーなどは有色人種の子供にとってのロールモデルになると評価した。他方ではピーター・パーカーが退場させられたことへの不満もあった。『ガーディアン』、FOXニュース、カルチャーマップ・ヒューストンが報じたところでは、一部のファンはこの決定をマーベルによるポリティカル・コレクトネスのアピールとみなしたり、少数人種のスパイダーマンを登場させるのは新しい読者を惹きつけるための宣伝行為だとみなしたりしたが、アロンゾはその意図を否定している。アレクサンドラ・ピートライは『ワシントン・ポスト』紙でマイルズへの評価はストーリーの良し悪しに基づいて行うよう訴え、同意を集めた。
作中のマイルズは初代スパイダーマンと似た能力を持っている。スパイダーマンの宿敵ノーマン・オズボーンが能力を再現しようとして遺伝子操作で生み出したクモに咬まれたことで身につけたものである。

## 刊行履歴

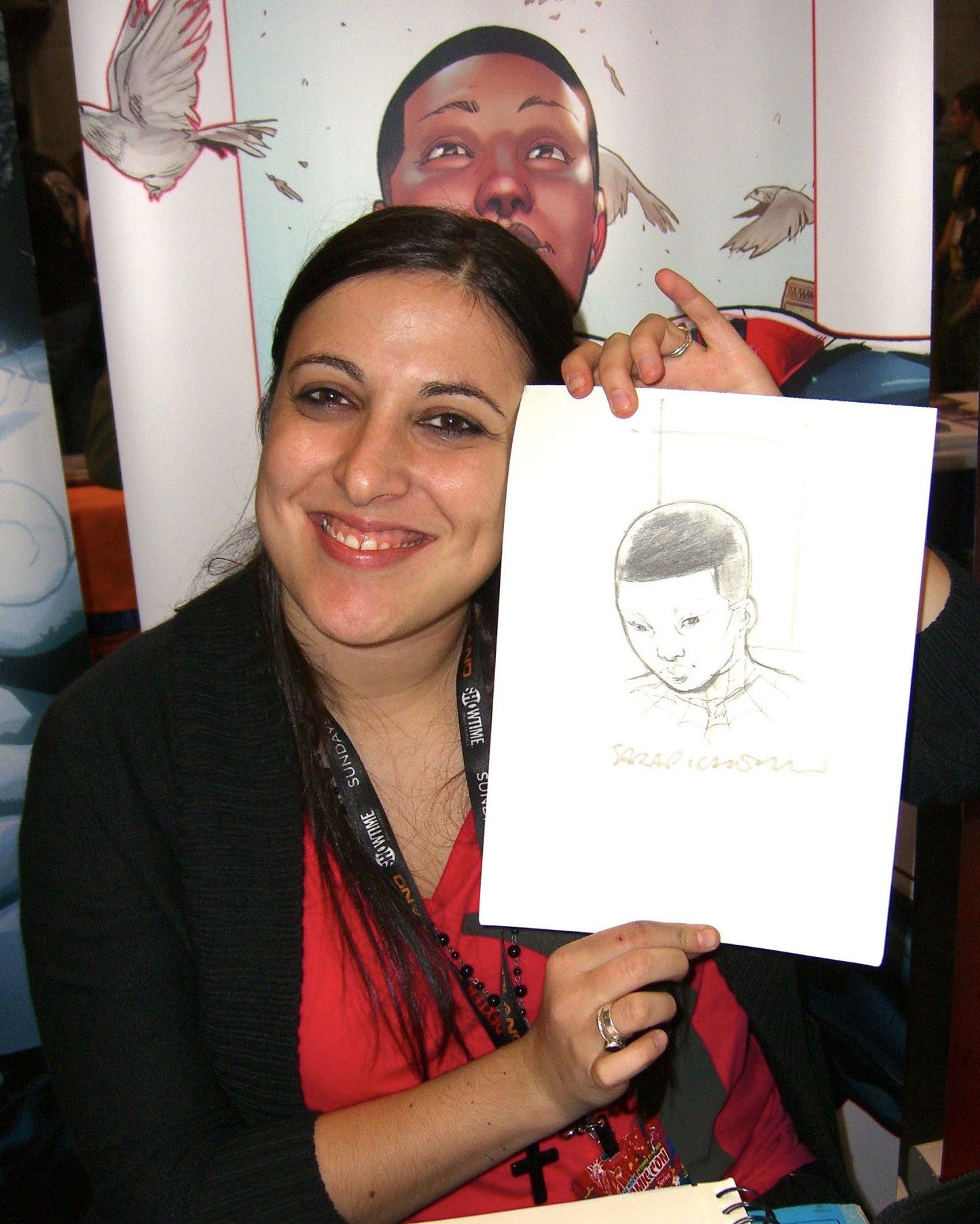
キャラクターデザインを行ったサラ・ピチェッリがマイルズのスケッチを掲げている（2011年、ニューヨーク・コミコン）。

黒人のスパイダーマンというアイデアが初めて俎上に載せられたのは、2008年11月の選挙でバラク・オバマがアメリカ合衆国大統領となる数ヶ月前のことだった。当時のマーベル編集長アクセル・アロンゾはこう語っている。「『アルティメイタム』の企画を打ち合わせていたとき、アメリカが今まさに最初のアフリカ系アメリカ人の大統領を選出しようとしていることに気づいて、そろそろマーベルのアイコンのどれかを見直してもいいだろうと考えました」この新スパイダーマンはアルティメット・マーベル限定でピーター・パーカーに取って代わることになった。アルティメットは主流のマーベル・ユニバースとは別の世界を舞台とする出版ラインで、21世紀の読者に合わせてマーベルキャラクターを再構築するためのものだった。アルティメット・ピーター・パーカーの世代交代は、アルティメット世界を大幅に再編した2008~2009年の長編ストーリー『アルティメイタム』の一幕として検討されたが、新キャラクターのストーリーが練られていなかったためその初期案は見送られた。編集スタッフは2011年のストーリーライン「デス・オブ・スパイダーマン」でアルティメット世界のピーター・パーカーを死なせると決め、同時にマイルズ・モラレスというキャラクターが作られた。マイルズは初の黒人スパイダーマンだが、ラテン系としては二人目である。半分メキシコ人の血を引くミゲル・オハラは1990年代の『スパイダーマン2099』誌の主人公だった。
マイルズ・モラレスは原作者ブライアン・マイケル・ベンディスと作画家サラ・ピチェッリによって生み出された。マイルズに対するベンディスのイメージと初登場時の外見は、コメディドラマ『コミ・カレ‼︎』シーズン2第1話「波乱だらけの“人類学”」でスパイダーマン柄のパジャマを着て登場したアフリカ系アメリカ人俳優ドナルド・グローヴァーに大きく影響されている。この演出は映画『アメイジング・スパイダーマン』の主役オーディションにグローバーを起用させようというファン活動がネット上で起きたことを元にしていた。ベンディスはグローヴァーについて「彼はすごく良かった！あのコスチュームを着たグローヴァーを見て「コミックで読んでみたい」と思った。自分がその本のライターで良かったよ」と語っている。
マイルズの外見をデザインするにあたって、ピチェッリは自分のいつものアプローチに従った。キャラクターの性格やその背景を踏まえて、着ている服、仕草や表情など、その人物が持つであろう目立つ特徴を考えるのである。黒地に赤いクモの巣パターンと赤いクモの意匠が描かれた新コスチュームもピチェッリのデザインである。ピチェッリはマイルズ・モラレスの新タイトルを描くよう依頼されるまでに『アルティメット・スパイダーマン』を4号描いたことがあった。ピチェッリはペンタブレット（Cintiq 12wx）で作画しており、今作の絵ではスクリーントーンを多めにした。本人の言葉によると「もっと「ポップ」な感じを出す」のがシリーズに合っていると考えてのことだった。
マイルズはニューヨークのブルックリンで生まれ育った当初13歳の少年で、アフリカ系の父とプエルトリコ系の母を持つ 。アクセル・アロンゾの説明によると、先輩のピーター・パーカーと同じく科学者の素質を持った頭のいいナードである。デビューは2011年8月3日に発売されたミニシリーズ『アルティメット・フォールアウト』第4号で、翌月にリニューアル発刊された『アルティメット・コミックス: スパイダーマン』（ベンディスの原作とピチェッリの作画による）でシリーズの主役になった。

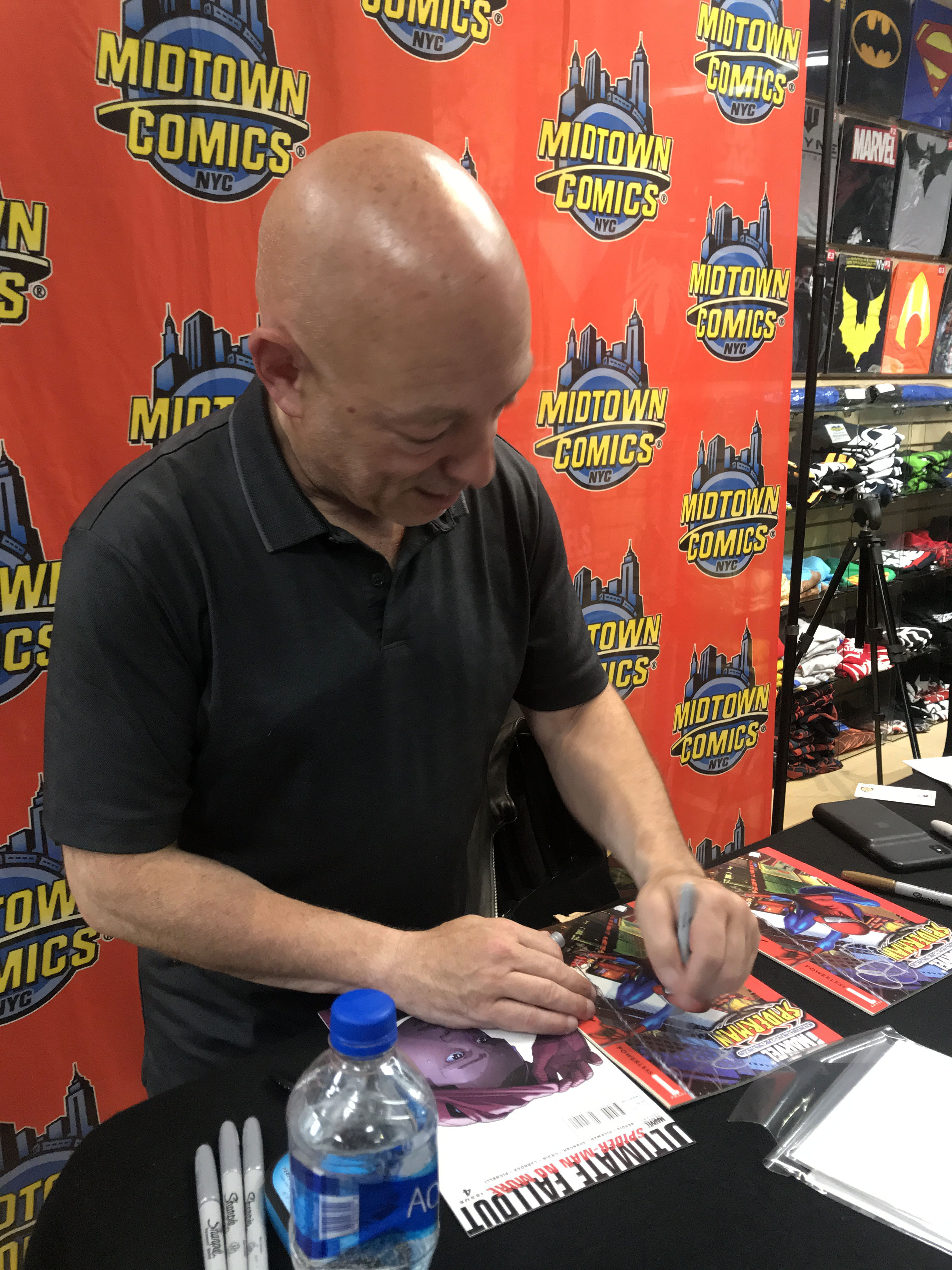
マイルズの作者ブライアン・マイケル・ベンディスが『アルティメット・スパイダーマン』や初登場号『アルティメット・フォールアウト』第4号にサインしている（マンハッタンのミッドタウン・コミックスにて）。

ベンディスは二人の違いを際立たせるため、マイルズがピーター・パーカーとは異なる葛藤や悩みを持っていることを描いてきた。マイルズは叔父アーロンの家でクモに咬まれて超人的な能力を身に着ける。マイルズは叔父を尊敬しているが、父ジェファーソンはアーロンが職業的な犯罪者であることを明かし、付き合いをやめるように言う。ジェファーソンもまた貧しい若者だったころ弟とともに窃盗を犯して投獄されたことがあった。ジェファーソンは年を重ねて更生したが、アーロンは変わらなかったのだという。ベンディスによれば、ここからマイルズは自分のDNAに犯罪傾向が組み込まれていないか疑いを抱き、自分が本当に良い人間なのかどうか、自分の将来がどうなるか自問し始める。やがて叔父への憧れは裏切られ、二人は戦いになる。そのさなか偶然の爆発でアーロンは命を落とすが「お前は俺と同じだ」という言葉を残す。これによってマイルズの悩みは深まる。
2012年、マイルズはミニシリーズ『スパイダーメン』の中で主流のマーベル・ユニバースに属するスパイダーマンと出会う。2013年6月にはベンディスの原作による『エイジ・オブ・ウルトロン』第10号のクライマックスに登場した。同作のストーリーは作中でアース616と呼ばれる主流世界を中心に展開されるが、登場人物たちがタイムトラベルを試みたことで時空連続体に大変動が起き、マイルズは主流世界のギャラクタス（惑星を食らう存在）が自分の地球に到来するのを目撃することになる。
シリーズ当初に受けたメディアの注目や好意的な批評とは裏腹に『アルティメット・コミックス: スパイダーマン』は専門店市場で大きなヒットにはならなかった。2013年8月までに同作の売上は低落し、アルティメット系列のほかの主力タイトル『アルティメット・コミックス: X-メン』『アルティメット・コミックス: アルティメッツ』もまた主流のマーベル作品であれば打ち切りになるほど売上が悪化した。同年11月、『アルティメット・コミックス: スパイダーマン』は第28号で終刊し、ほかの2作品も同時に終了した。それに代わってミニシリーズ『カタクリズム: アルティメット・スパイダーマン』が刊行された。同作を含むクロスオーバー作品『カタクリズム』では、アルティメット・ユニバースのヒーローがアース616から来襲したギャラクタスと立ち向かう。マイルズは逆に主流のマーベル・ユニバースに送り込まれる。
『カタクリズム』後は新タイトル『マイルズ・モラレス: アルティメット・スパイダーマン』を与えられた。ライターは再びベンディスが務めた。同作は「アルティメット・マーベル・ナウ」の一環で、マーベルはこの新ポリシーとともにアルティメットの出版ラインを再編した。ミシェル・フィフ原作、アミルカー・ピナ作画による『オールニュー・アルティメッツ』でもマイルズがメンバーとなった。これら2タイトルはそれぞれ12号が発行された。『マイルズ・モラレス: アルティメット・スパイダーマン』最終第12号のラストは、2015年のクロスオーバー作品『シークレット・ウォーズ』へと直接続くクリフハンガーとなった。
アルティメット・マーベルのラインは『シークレット・ウォーズ』をもって廃止された。同作では様々な並行世界が主流のマーベル・ユニバースと統合されていき、アルティメット・ユニバースも同じ運命をたどる。『シークレット・ウォーズ』以降のマイルズは主流のマーベル・ユニバースに属するキャラクターになり、『オールニュー・オールディファレント・アベンジャーズ』誌でアベンジャーズ入りした。マイルズを主役とする3番目のソロシリーズが2016年2月3日に発刊され、『スパイダーマン』というシンプルなタイトルがつけられた。制作チームにはベンディスとピチェッリが復帰した。ピチェッリは後にニコ・レオンとオスカー・バザルデュアと交代する。作中では、ピーター・パーカーが活動範囲を世界に広げる間、16歳になったマイルズがニューヨークのパトロールを引き継ぎ、スパイダーマンの好敵手たちとのぶつかり合いや、自分の民族性に対する市民の反応、私生活での恋愛などと奮闘する。同誌は第21号に達したところで2000年代に発刊された『アルティメット・スパイダーマン』第1号からの通算号数表示に変わり、次号が第234号となった。2017年11月7日、DCコミックスと独占契約を結んだベンディスが2018年初頭でマーベルを離脱することが発表され、『スパイダーマン』は第240号（2018年5月）で終了した。
2018年9月13日、サラディン・アフメドとハビエル・ギャロンの原作・作画による4番目のソロシリーズ『マイルズ・モラレス: スパイダーマン』が発表された。第1号はアニメ映画『スパイダーマン:スパイダーバース』の公開と時期を合わせた2018年12月12日に発売された。

## 作中の経歴

### 初登場
マイルズ・モラレスは2011年8月発行の『アルティメット・コミックス: フォールアウト』第4号で初めて登場し、ピーター・パーカーの死後間もないうちに街を襲ったカンガルーを撃退した。このときはパーカーのものと似たスパイダーマン・コスチュームを着ていたが、見物人に「悪趣味だ」と言われて別の衣装に変えようとする。

### 『アルティメット・コミックス: スパイダーマン』
2011年9月に発刊された『アルティメット・コミックス: スパイダーマン』の第1話は『フォールアウト』より過去にあたり、マイルズ・モラレスの背景設定と超人的な能力を獲得した経緯が述べられる。マイルズは看護師の母リオ・モラレスと父ジェファーソン・デイヴィスとともに暮らすグレードスクールの少年である。科学者コンラッド・マーカスa[›]がピーター・パーカーの血からスパイダーマンを生み出す化学物質を再合成し、その物質がプラウラー（アーロン・デイビス）によって盗み出される。このときマーカスが作ったクモの1匹がプラウラーのダッフルバッグに紛れ込む。数日後、叔父アーロンのアパートを訪れたマイルズはクモに咬まれる。その結果ピーター・パーカーと同種の超人的な能力が発現するが、父親がスーパーヒーローに不信感を持っているため家族には隠し、親友のガンケ・リーにだけ打ち明ける。
マイルズは普通の人生を望んでおり、特殊な能力を得たことを喜ばず、命がけでスーパーヒーロー活動を行おうとは思わない。そこにはマイルズとパーカーの対比を強めようという作者ベンディスの意図があった。しかしマイルズはスパイダーマンがグリーンゴブリンの手にかかって死ぬのを目撃し、罪悪感の中で自分なら助けられたかもしれないと悟る。スパイダーマンの名を受け継ぐようガンケから勧められ、またグウェン・ステイシーからパーカーがヒーローとなった動機を聞かされたマイルズは、コスチュームを着て犯罪と戦う道を歩もうと決意する。
活動を始めてみると、亡きスパイダーマンのコスチュームを着るのは悪趣味だと人々に責められる。そればかりか、スパイダーマンを名乗ったことでスパイダーウーマンから詰問され、取り押さえられて素顔のままS.H.I.E.L.D.本部に連行される。そこで待っていたニック・フューリーに叔父アーロンの犯罪行為とのかかわりを問い詰められるが、脱走したスーパーヴィランを制圧するのに協力したことで自由の身になり、赤と黒で新調されたスパイダーマン・コスチュームを与えられる。ガンケはそれを見てマイルズが「公式に」新しいスパイダーマンになったという。アース616版のピーター・パーカーも、2012年の『スパイダーメン』ミニシリーズでアルティメット世界を訪れてマイルズの活動を認めてくれる。
新しいスパイダーマンの登場がマスコミで報道されると、アーロンはその正体がマイルズであることを察し、自分の下で修業するよう申し出る。しかしその裏で、敵対するメキシコの犯罪主スコーピオンとの抗争にマイルズを利用する。マイルズは道具にされていることに気づき、それ以上の協力を拒否する。二人は激しく衝突する。争いの中でアーロンの武器が誤動作で爆発し、持ち主の命を奪う。
続く展開で、マイルズはパーカーの遺族メイ・パーカーや恋人だったグウェン・ステイシー、メリー・ジェーン・ワトソンらと知り合う。マイルズの秘密を知った三人はパーカーが遺したウェブシューターを贈る。また超人チーム・アルティメッツのメンバーとも何度も共闘する。
2013年のストーリー「ヴェノム・ウォー」では、新スパイダーマンの正体がマイルズの父ジェファーソンだという誤情報が報道される。先代のスパイダーマンに恨みを持つヴェノムはジェファーソンを襲って重傷を負わせる。マイルズとヴェノムが病院で対決したとき、看護師として勤務していたリオはスパイダーマンの正体が自分の息子であることを悟る。割って入った警察隊の銃撃によりヴェノムは倒れる。リオも巻き添えで致命傷を負い、父ジェファーソンには秘密を隠し通すよう言い残す。マイルズはこの経験によってスパイダーマンの名を捨ててしまう。しかし1年が経ち、付き合い始めたケイト・ビショップに過去を話す決心もついたころ、S.H.I.E.L.D.によって強要され心ならずもヒーロー活動を再開する。

### 『カタクリズム』
『カタクリズム』では本家マーベル版のギャラクタスが次元を越えて来襲し、マイルズの地球からエネルギーを奪い尽くそうとする。マイルズは世界の終わりが来たと考えて父に自らの二重生活を告白するが、アーロンとリオを死なせた責任を問われ、父子の縁を切られる。その一方で、ギャラクタスを撃退するための情報を求めてリード・リチャーズとともに主流のマーベル・ユニバースに赴く。 

### 『マイルズ・モラレス: アルティメット・スパイダーマン』
2番目のソロシリーズ『マイルズ・モラレス: アルティメット・スパイダーマン』で、マイルズは死んだはずのピーター・パーカーと遭遇する。パーカーは自分でもなぜ生きているか分からず、かつての生活に復帰する意思を失っている。2人はスーパーヴィランを倒すために共闘するが、ピーターはマイルズを後継者として認め、家族やメリー・ジェーンと暮らすためにスーパーヒーロー業を引退してしまう。
マイルズの前に父ジェファーソンが現れ、若いころのことを打ち明ける。ジェファーソンとアーロンはウィルソン・フィスクの組織に所属する犯罪者の部下であり、ジェファーソンは同時にS.H.I.E.L.D.のスパイでもあった。その後S.H.I.E.L.D.入隊の誘いを断り、リオと結婚してマイルズを設けることになった。マイルズがスパイダーマンであることを知って逃げたのは、このころから引きずっていた未解決の問題を思い起こしたためだったという。ジェファーソンは死んだ妻のことでマイルズを責めるのは止め、縁を切ったことを後悔していると告げる。
ケイティ・ビショップとの仲が深まり、マイルズは自分のもう一つの顔を明かす。しかしケイティは家族ぐるみでテロリスト集団ヒドラのスパイだったことが明らかになる。

### アルティメット・ライン廃止、主流世界との統合
2015年の『シークレット・ウォーズ』クロスオーバーイベントにおいてアルティメット・マーベル宇宙と主流のアース616宇宙はどちらも破壊された。マイルズはヴィラン結社カバルが建造した脱出船に便乗して世界の崩壊を生き延びる。8年にわたる眠りの後に、並行世界を寄せ集めて作られた惑星バトルワールドで目覚めたマイルズは、アース616版ピーター・パーカーをはじめとする主流マーベル世界の生存者たちと再会する。ヒーローたちは神君を名乗って惑星を支配するドクター・ドゥームと戦う。最終的にアース616宇宙が復元されるとき、物語のキーパーソンだったモレキュールマンはかつて好意を受けたマイルズへの返礼としてモラレス一家を新しい宇宙に移し、死んでいた母親も生き返らせた。後に明らかになるが、このとき叔父アーロンも生き返っており、マイルズのヒーロー活動についての記憶を持ったままアイアンスパイダーというヴィランになる。新しい宇宙に共存することとなったマイルズとピーターはスパイダーマンの名を分かち合うことにする。マイルズは後に2016年のシリーズ『オールニュー・オールディファレント・アベンジャーズ』でアベンジャーズの一員となる。
設定再編後のマイルズと家族は当初アルティメット世界の出自を記憶していないが、マイルズはやがて元の世界での経験をリオの「死」に至るまで知らされることになる。ジェファーソンはマイルズのヒーロー活動について知っているがリオは気づいておらず、S.H.I.E.L.D.も認識していない。ただしリオは最終的に真実を突き止める。4代目Ms.マーベルことカマラ・カーンや、マイルズやガンケの同級生で元X-メンのファビオ・メディーナのようにマイルズの正体を知っているスーパーヒーロー仲間は増えていく。後に10代のヒーローであるボムシェルも友人グループに加わる。マイルズは自分の秘密を知らない同級生のバーバラ・ロドリゲスと付き合い始め、「初めてできた本気のガールフレンド」と呼ぶ。2016〜2017年のクロスオーバー「シビル・ウォーII」では中心人物の一人となる。その後マイルズはほかの若手ヒーローと組んでヒーローチームのチャンピオンズを復活させ、同名の月刊シリーズで活躍する。
2019年のストーリーで、ジェファーソンはマイルズが母方の姓を名乗っている理由を語って聞かせる。ジェファーソンは自身の「いい人だったとは言えない」父親から肉体的虐待を受けており、その姓を受け継がせないことでマイルズに「まっさらな人生」を歩んで欲しかったのだという。

## スーパーパワーと技能
マイルズ・モラレスはピーター・パーカーと同じく遺伝子操作されたクモに咬まれたことで超人的なパワーが発現した。マイルズの能力は初代スパイダーマンとよく似ており、超人的な筋力と敏捷性、手足を使って壁や天井に張り付く能力、危険が迫ったときに頭がざわついて警告してくれる「スパイダー感覚」を持つ。筋力と敏捷性は初代スパイダーマンと近いレベルにあるが、スパイダー感覚はそれほど強くなく、間近に迫った危険を感知できる程度である。
マイルズは初代スパイダーマンにない能力を2つ持っている。着ている服ごと周りに溶け込んで実質的に不可視となるカモフラージュ能力と、ほとんどどんな対象でも触っただけで麻痺させる「ヴェノムストライク」である。後者は「ヴェノム（毒液）」という名ながら毒物ではなく、手袋越しにでも伝わる指向性エネルギーの一種で、受けてから数秒後に睾丸を蹴られたような衝撃を感じるとされている。マイルズと対象が同時にクモ糸のような伝導体に触れていれば遠距離の敵にも使用できる。ハンク・ピムの技術で巨大化された人物でも失神させる力があり、拘束している鎖を破壊したり、プラスチックのレゴブロックなどの非鉄物体を吹き飛ばすためにも使える。全身からエネルギーブラストを爆発的に放射する「メガヴェノムブラスト」という強化版も存在するが、一度使うとしばらくの間目まいに襲われ、再使用には「充電」時間を必要とする。
マイルズの体は負傷に対する抵抗力も備えている。傭兵タスクマスターとの戦いでレンガの壁に衝突して突き抜けたことがあるが、痛みを感じただけで目立った負傷は受けなかった。
S.H.I.E.L.D.から与えられたコスチュームを着用している。初期にはメイ・パーカーから贈られたピーター・パーカーのウェブシューターを使用していたが、後にやはりS.H.I.E.L.D.から新しいウェブシューターを与えられた。

## 反響
マイルズ・モラレスの登場は『アルティメット・フォールアウト』第4号で正式にデビューする直前の『USAトゥデイ』2011年8月2日号で最初に報じられた。この発表は国際的に一般マスコミで取り上げられ、賛否両論を招いた。クリス・ハンティントンは『ニューヨーク・タイムズ』紙でマイルズの誕生に賛辞を送り、エチオピア系の養子ダギムにとって自分と同じような見た目のスーパーヒーローができたと語った。『ガーディアン』とカルチャーマップ・ヒューストンが報じたところでは、一部のファンはこの決定がポリティカル・コレクトネスの一例であり、マイノリティのスパイダーマンを登場させるのは読者を増やすための宣伝行為だとみなしたが、他方では有色人種がスパイダーマンとなるのはマイノリティの読者、特に子供にとって良い見本になるという意見もあった。スパイダーマンのファンの多くは、後継ぎが誰かはさておいてピーター・パーカーが死んだことに失望した。『ワシントン・ポスト』紙は多方面から批判が出たことを受けて「悪いね、ピーター・パーカー。こういう反応が出ることが、黒人のスパイダーマンが必要な理由だ」と題する論説を掲載した。筆者アレクサンドラ・ピートライは、外見や人種性ではなくストーリーの良し悪しでマイルズを評価するべきだと書いた。
ラジオパーソナリティで保守系評論家のルー・ドブズは、テレビで以下のように発言してオリジナルのスパイダーマンがマイルズに取って代わられたことに憤りを見せた。「クイーンズ出身の白人で親を亡くして育ったピーター・パーカーは、この6月に宿敵グリーンゴブリンと戦って殺された。… マーベル・コミックスはこのアイコン的なキャラクターをマイルズ・モラレスと入れ替えるつもりだという。半分ラテン系、半分黒人の少年だ」政治風刺で知られるジョン・スチュワートは司会を務める『ザ・デイリー・ショー』でドブスの批判を笑いの種にするとともに、マイルズがスパイダーマンになるのはアルティメット・ユニバースだけで、オリジナルのピーター・パーカーは複数のタイトルに登場し続けることを指摘した。保守系トークショーホストのグレン・ベックはマイルズがバラク・オバマ大統領に似ていると言い、新しいスパイダーマンが作られたきっかけは伝統を変えるべきだというミシェル・オバマの発言だと主張した。ただしベックはマイルズの人種が何だろうと気にしないと述べ、マイルズが主流世界のスパイダーマンではないことも認めている。
マーベル編集長アクセル・アロンゾはマイルズがポリティカル・コレクトネスから発想されたことを否定し、「単純な事実として、マーベル・コミックスはこの世界をあらゆる形、サイズ、そして色に至るまで反映します。マイルズ・モラレスのようなキャラクターを待ち望んでいる読者が世の中に大勢いると信じています」と述べた。原作者ベンディスもマイルズの民族性がPR目的で決められたことを否定しており、コミックファンの人種構成が多様である現実を受けたものだと語っている。オリジナルのスパイダーマンを作り出した一人であるスタン・リーはマイルズを肯定し、「この国から、そして世界から人種偏見をなくすために私たち一人ひとりができることをするのは、間違いなく正しいことだよ」と述べている。
デイヴィッド・ピポーズはNewsaramaでソロシリーズ『アルティメット・コミックス: スパイダーマン』第1号をレビューし、次のように書いた。「ベンディスがマイルズ・モラレスで成し遂げた最大の勝利は、私たちをマイルズに共感させたことだ。私たちはすぐ共感した。マイルズが何を思って行動しているのか表面的にしか分からないうちから彼の目を通して世界を見始めた。ピーター・パーカーのものと似ているが、もっとずっとタフな世界だ。しかしあのパーカー式の罪悪感、つまり、大きな力と大きな責任にくっついてくるニューロティックでほとんどマゾヒスティックな自己犠牲性向は失われずに残っている」ジェシー・シェディーンはIGNへの寄稿で同じ号を以下のように評した。「マイルズはこの本の主人公なのに、まだどこか部外者のように感じられる。ベンディスはマイルズの全体像をはっきり描こうとはしない。考え方、望み、個性的な部分、そんなようなことを。マイルズは本書を通して、チャーター・スクールへの入学や家族間の口論を止めるような試練に直面して消極的な姿を見せてばかりいる」と書いた。さらに「マイルズはより都会的で、人種的に多様で、緊迫感のある風景の中に暮らしている。ストーリー展開が人種間緊張や経済的苦境のような要素に迎合したり、過度に頼っているわけではない。マイルズは単に、ピーターとはほんの少し違った、そしてピーターのものほどスーパーヒーローコミックで深く描かれたことがない子供時代を代表するキャラクターだというだけだ」という意見を述べた。ジェームズ・ハントはCBR.comで第1号を5つ星中4つ半と評価し、主人公にいきなりヒーローコスチュームを着せるのでなく、マイルズという人物と周囲の人々にスポットを当てたことでベンディスを称賛した。
レビュー収集サイトのコミックブック・ラウンドアップでは、『アルティメット・コミックス: スパイダーマン』第1号が10点中8.0点（レビュー13件）、最終第200号は8.4点（レビュー14件）、シリーズ全体の平均で8.3点の評価を得た。2つめのソロシリーズ『マイルズ・モラレス: アルティメット・スパイダーマン』は平均8.2点、3つめの『スパイダーマン』は7.6点、4つめの『マイルズ・モラレス: スパイダーマン』は8.4点だった。

## 別のバージョン

### アルティメイタム
2012年のミニシリーズ『スパイダーメン』において、主流のマーベル・ユニバース（アース616）に所属するピーター・パーカーは一時アルティメット・マーベル・ユニバースを訪れ、マイルズ・モラレスと出会った。その続編である2017年のミニシリーズ『スパイダーメンII』には、アース616本来のマイルズ・モラレスが初めて登場する。このマイルズはすでに成人しており、かつて刑務所にいたころギャングの殺し屋ウィルソン・フィスクの命を救って腹心の友となっていた。刑務所を出てからはフィスクの下で働き、暴力的な手段でニューヨークの犯罪王に成り上がるのを助けた。その後マイルズがバーバラ・サンチェスという女性と恋に落ちると、フィスクはマイルズが裏の世界から足を洗えるように検索できる限りの記録から存在を消し去った。数年後にバーバラは亡くなり、悲しみにくれるマイルズはフィスクからバーバラが生きているかもしれない平行宇宙の存在を知る。『シークレット・ウォーズ』で消滅したはずのアルティメット・ユニバースだったが、実はひそかに存続していた。マイルズは恋人と再会するためアルティメット・ユニバースに移り、若いマイルズとは住む世界を交換する形になる。
2019年から2020年にかけて描かれたストーリーでは、マイルズはアルティメイタムという犯罪者となっており、ジャイアントマンの巨大化技術を組み込んだコスチュームを獲得し、アルティメット世界のグリーンゴブリンを引き連れて616世界に戻ってくる。アルティメイタムは地域を支配するためフィスクと手を組む。さらに計画の障害となる若いマイルズとアーロン・デイヴィスを捕え、アルティメット・ユニバースに放逐しようとする。二人は仲間とともに、アルティメイタムとゴブリンをアルティメット世界に送り返すことに成功するが、その過程でアーロンが犠牲になる。

### その他
2014年の『アルティメットFF』第4号では、擬人化された動物のような生物が住む次元からマイルズ・モラレスのスパイダーハム版であるマイルズ・モラハムズがやって来る。モラハムズは初代スパイダーハムことピーター・ポーカーの死をきっかけにしてヒーローになったという点でマイルズと共通している。
『スパイダーマン』および『スパイダーグウェン』両誌で2017年に展開された ”Sitting in a Tree” のストーリーでは、マイルズはアース8を訪れ、その次元の自分がヒーロー仲間のグウェン・ステイシーと20年前に結婚して子供も二人いることを知る。
2017年に『アンビリーバブル・グウェンプール』誌で展開されたストーリーでは、未来世界の邪悪なグウェンプールがすべてのスーパーヒーローの正体を公開したことによりマイルズ・モラレスの妻子が殺害される。未来のマイルズは若いグウェンプールを殺すために時間を遡ってくるが、同時に将来のグウェンプールを連れてきてしまう。
2019年に『スパイダーマン・アニュアル』第3シリーズ第1号に掲載された "A Secret Roar Rages?" では、地球のスーパーヒーローたちの動物版が集まって半神セレスティアルの一人と戦う。集まった中にマイルズ・モラレスが猫になったミャオズ・モラレスがいるが、他のヒーローたちと同じくセレスティアルに殺されたとみられる。
2019年のミニシリーズ『スパイダーマン: ライフストーリー』はマーベル・ユニバースのキャラクターが自然に歳を取っていく様子を1962年から描いた作品である。マイルズは2010年代にスパイダーマンとなる。しかし年老いたピーター・パーカーはマイルズの脳にドクター・オクトパスことオットー・オクタビアスの精神が宿っていることを発見する。オクタビアスはマイルズがスパイダーマンになった直後にその体を奪い、代わりに自分の衰え切った体にマイルズの心を閉じ込めたのだった（2012年にマーベル616で起きた「ダイイング・ウィッシュ」と同じ展開）。ピーターがオクタビアスを救うために自らの命を捧げると、オクタビアスはマイルズに体に戻すことにする。最後にマイルズはメリー・ジェーン・ワトソンからピーターのオリジナルのスパイダーマンコスチュームを贈られる。
ワンショット号『マイルズ・モラレス: ジ・エンド』は文明崩壊後のブルックリンを舞台にしており、老齢のマイルズ・モラレスが「文明の最後の守り手」として主人公を務める。号ごとに別のマーベル・キャラクターが中心となる6号の「ジ・エンド」シリーズの1冊で、2020年1月に発売された。

## 別のメディア

### テレビ
- Ultimate Spider-Man（2012年）、『アルティメット・スパイダーマン』: マイルズ・モラレスのアニメデビュー作。初登場エピソードではドナルド・グローヴァーが、それ以降はオギー・バンクスが声を当てた。吹き替えでは朝比奈拓見が担当した。シーズン1ではそれとなく言及されただけだったが、シーズン3に4部構成のエピソード ”The Spider-Verse”（「異次元のスパイダーマン」）で登場した[120][121][122]。再登場したシーズン4では主人公ピーターの世界に流れ着いてウェブ・ウォリアーズのチームに加わり、キッド・アラクニッドという名でレギュラーキャラクターの一人となった[123]。
- Marvel Super Hero Adventures（2017年）、『マーベル おしえて!スパイダーマン』:ザック・ジーヴェルトが声を演じた[124]。吹き替えでは同じく朝比奈拓見が担当。
- Spider-Man（2017年）、『マーベル スパイダーマン』: ナジ・ジーターが声を演じた[125][126]。吹き替えではシーズン1のみ鈴木晴久、シーズン2から地蔵堂武大が担当した。一般人の少年として登場するが、シーズン1のエピソード  "Ultimate Spider-Man" で超人的な能力を身に着け、ピーター・パーカーの指導を仰ぐことになる[127]。
- Spidey and His Amazing Friends（2021年）、『スパイディとすごいなかまたち』: ジャカリ・フレイザーが声を演じた[128]。吹き替え版ではあさのそらが担当した。この作品ではピーターのスパイダーマンと区別するためにマイルズのスパイダーマンに「スピン(Spin）」という別称が付けられている。

### 映画
- 2014年、マーベル映画の監修にも関わっている原作者ブライアン・マイケル・ベンディスは、スパイダーマンの映画化権を持っているソニー・ピクチャーズは早くマイルズを登場させるべきだと述べた[89]。ソニーの『アメイジング・スパイダーマン』（2012年）でスパイダーマンを演じたアンドリュー・ガーフィールドも同様の意見を表明したが[129]、2014年に同作の製作者アヴィ・アラッドとマット・トルマック（英語版）はマイルズに限らずピーター・パーカーを別のキャラクターと置き換える意思はないと示唆した[130][131]。
- マーベルが2015年にソニーと交わした契約により、マーベル・シネマティック・ユニバース（MCU）作品にピーター・パーカーが登場することになった（別項参照）。プロデューサーのケヴィン・ファイギは、当面マイルズ・モラレスがMCUに登場する予定はないが関心は持っていると述べた[132]。後の2017年、ファイギはマイルズ・モラレスがMCU世界に存在しており、『スパイダーマン:ホームカミング』がそれを暗に示していると明かした。同作の登場人物アーロン・デイヴィスは自分に甥がいることをピーター・パーカーに告げるが[133]、公開版でカットされたシーンによると甥の名はマイルズである[134][135]。
- マイルズ・モラレスはアニメーション映画『スパイダーマン:スパイダーバース』で主役に当てられた。シャメイク・ムーア（英語版）が声を演じた[136]。吹き替えは小野賢章が担当[137]。

### ビデオゲーム
- Spider-Man: Edge of Time: プレイヤーキャラクターのピーター・パーカーが着る追加コスチュームの一つにマイルズ・モラレス版スパイダーマンスーツがある[138]。
- Marvel Super Hero Squad Online: マイルズ・モラレス版スパイダーマンがプレイアブル・キャラクターとして登場する。声はアリミ・バラード[139]。
- The Amazing Spider-Man 2『アメイジング・スパイダーマン2』: ピーター・パーカーの追加コスチュームの一つ。
- Spider-Man Unlimited『スパイダーマン・アンリミテッド』: アンロックすればマイルズ・モラレス版スパイダーマンが使用可能[140]。
- Marvel Avengers Alliance: アンロックすればマイルズ・モラレス版スパイダーマンが使用可能[141]。
- Marvel Future Fight『マーベル・フューチャーファイト』:アンロックすればマイルズ・モラレス版スパイダーマンが使用可能[142]。
- Marvel Puzzle Quest『マーベル・パズルクエスト』: アンロックすればマイルズ・モラレス版スパイダーマンが使用可能[143]。
- Marvel Contest of Champions『Marvel オールスターバトル』: アンロックすればマイルズ・モラレス版スパイダーマンが使用可能[144]。
- Marvel Avengers Alliance 2: アンロックすればマイルズ・モラレス版スパイダーマンが使用可能[145]。
- Lego Marvel's Avengers『LEGO マーベル アベンジャーズ』: アンロックすればマイルズ・モラレス版スパイダーマンが使用可能。DLC「スパイダーマン キャラクターパック」に収録されている[146]。
- Marvel Avengers Academy:  アンロックすればマイルズ・モラレス版スパイダーマンが使用可能。声はブランドン・ウィンクラー[147]。
- Marvel Heroes: アンロックすればマイルズ・モラレス版スパイダーマンがチームアップ・キャラクターとして使用可能。声はオギー・バンクス[148]。
- Lego Marvel Super Heroes 2『LEGO マーベル スーパー・ヒーローズ 2』: アンロックすればマイルズ・モラレス版スパイダーマンが使用可能[149]。
- Marvel's Spider-Man 『Marvel's Spider-Man』: マイルズ・モラレスが登場する。声はナジ・ジーター[150]。ゲームの途中でプレイ可能となり、ゲームプレイはステルス重視である[151][152]。DLC拡張キットThe City that Never Sleeps にも登場する。
- Marvel Ultimate Alliance 3: The Black Order『MARVEL ULTIMATE ALLIANCE 3: The Black Order』: マイルズ・モラレス版スパイダーマンがプレイアブル・キャラクターとして登場する。声はナジ・ジーター[153]。
- Marvel's Spider-Man: Miles Morales『Marvel's Spider-Man:Miles Morales』: Marvel's Spider-Man の続編。マイルズ・モラレス版スパイダーマンが主人公となる[154][155]。

### 小説
マイルズが主人公のヤングアダルト小説として、ジェイソン・レナルズによるMiles Morales: Spider-Man（2017年）、スティーヴ・ベーリングによる Spider-Man: Into the Spider-Verse: The Junior Novel（2018年）がある

## 単行本

### 『アルティメット・コミックス: スパイダーマン』（2011–2013）
| 題名                                                                  | 収録号 | 発売日         | ISBN           |
| --------------------------------------------------------------------- | --- | -------------- | -------------- |
| Ultimate Comics: Spider-Man Vol. 1 – Who Is Miles Morales?            | Ultimate Comics: Fallout #4, Ultimate Comics: Spider-Man #1–5 | 2012年2月29日  | 0-7851-5712-3  |
| Ultimate Comics: Spider-Man Vol. 2 – Scorpion                         | Ultimate Comics: Spider-Man #6–10 | 2012年6月27日  | 0-7851-5714-X  |
| Ultimate Comics: Spider-Man Vol. 3 – Divided We Fall, United We Stand | Ultimate Comics: Spider-Man #11–18 | 2012年12月12日 | 0-7851-6175-9  |
| Ultimate Comics: Spider-Man Vol. 4 – Venom War                        | Ultimate Comics: Spider-Man #16.1, #19–22 | 2013年7月17日  | 0-7851-6503-7  |
| Ultimate Comics Spider-Man Vol. 5                                     | Ultimate Comics: Spider-Man #23–28 | 2014年2月14日  | 978-0785168027 |
| Cataclysm: The Ultimates' Last Stand                                  | Cataclysm: Ultimate Spider-Man #1–3, Cataclysm: The Ultimates' Last Stand #1–5, Cataclysm: Ultimate X-Men #1–3, Cataclysm: Ultimates #1–3, Hunger #1–4, Cataclysm #0.1, Survive #1 | 2014年3月18日  | 978-0785189190 |
| Miles Morales: Ultimate Spider-Man Ultimate Collection Book 1         | Ultimate Fallout #4, Ultimate Comics: Spider-Man #1–12, Spider-Men #1–5 | 2015年11月8日  | 978-0785197782 |
| Miles Morales: Ultimate Spider-Man Ultimate Collection Book 2         | Ultimate Comics: Spider-Man #13–28, #16.1 | 2015年10月22日 | 978-0785197799 |

### 『マイルズ・モラレス: アルティメット・スパイダーマン』（2014–2015）
| 題名                                                          | 収録号 | 発売日     |
| ------------------------------------------------------------- | --- | ---------- |
| Miles Morales: Ultimate Spider-Man, Volume 1: Revival         | Miles Morales: Ultimate Spider-Man #1–5, Ultimate Spider-Man #200 | 2014年11月 |
| Miles Morales: Ultimate Spider-Man, Volume 2: Revelations     | Miles Morales: Ultimate Spider-Man #6–12 | 2015年6月  |
| Miles Morales: Ultimate Spider-Man Ultimate Collection Book 3 | Cataclysm: Ultimate Comics Spider-Man #1–3, Ultimate Spider-Man #200, Miles Morales: The Ultimate Spider-Man #1–12                                                                                   | 2015年12月 |
| Miles Morales: Ultimate Spider-Man Omnibus (Hardcover)        | Ultimate Comics Spider-Man #1–28, #16.1, Spider-Men #1–5, Cataclysm: Ultimate Spider-Man #1–3, Ultimate Spider-Man #200, Miles Morales: Ultimate Spider-Man #1–12, Material From Ultimate Fallout #4 | 2018年6月  |

### 『スパイダーマン』第2シリーズ（2016–2017）
| 題名                                          | 収録号                                                                             | 発売日     |
| --------------------------------------------- | ---------------------------------------------------------------------------------- | ---------- |
| Spider-Man: Miles Morales, Volume 1           | Spider-Man vol.2 #1–5                                                              | 2016年9月  |
| Spider-Man: Miles Morales, Volume 2           | Spider-Man vol.2 #6–11                                                             | 2017年4月  |
| Spider-Man/Spider-Gwen: Sitting in a Tree     | Spider-Man vol.2 #12–14, Spider-Gwen (ongoing) #16–18                              | 2017年5月  |
| Spider-Man: Miles Morales, Volume 3           | Spider-Man vol.2 #15–21                                                            | 2017年11月 |
| Spider-Men II                                 | Spider-Men II #1–5                                                                 | 2017年12月 |
| Spider-Man: Miles Morales, Volume 4           | Spider-Man vol.2 #234–240                                                          | 2018年7月  |
| Spider-Man: Miles Morales Omnibus (Hardcover) | Spider-Man vol.2 #1–21, #234–240, Spider-Gwen (ongoing) #16–18, Spider-Men II #1–5 | 2020年2月  |

### 『マイルズ・モラレス: スパイダーマン』（2018–継続中）
| 題名                                                        | 収録号                                                                                           | 発売日    |
| ----------------------------------------------------------- | ------------------------------------------------------------------------------------------------ | --------- |
| Miles Morales: Spider-Man, Vol. 1: Straight Out of Brooklyn | Miles Morales: Spider-Man #1–6                                                                   | 2019年7月 |
| Miles Morales: Spider-Man, Vol. 2: Bring on the Bad Guys    | Miles Morales: Spider-Man #7–10, Free Comic Book Day 2019 Spider-Man/Venom (Spider-Man story) #1 | 2020年1月 |
| Absolute Carnage: Miles Morales\Immortal Hulk               | Absolute Carnage: Miles Morales #1–3, Absolute Carnage: Immortal Hulk #1                         | 2020年1月 |
| Miles Morales Spider-Man, Vol. 3: Family Business           | Miles Morales: Spider-Man #11–15                                                                 | 2020年7月 |

### 日本語版
| 題名                                   | 収録号 | 発売日 | 出版社                     | ISBN              |
| -------------------------------------- | --- | ------ | -------------------------- | ----------------- |
| スパイダーバース                       | The Amazing Spider-Man (vol. 3) #9–15 | 2016年 | ヴィレッジブックス         | 978-4864912815    |
| エッジ・オブ・スパイダーバース         | Free Comic Book Day 2014 - Guardians of The Galaxy #1, Amazing Spider-Man #7-8, Superior Spider-Man #32-33, Edge of Spider-Verse #1-5, Spider-man 2099 #5 (2014) | 2016年 | ヴィレッジブックス         | 978-4-86491-299-0 |
| ワールド・オブ・スパイダーバース       | Spider-Verse #1-2, Spider-Verse Team Up #1-3, Spider Woman #1-4, Scarlet Spiders #1-3, Spider-Man 2099 #6-8（2015）                                              | 2016年 | ヴィレッジブックス         | 978-4-86491-303-4 |
| シークレット・ウォーズ                 | Secret Wars #0-8 | 2019年 | ヴィレッジブックス         | 978-4864914482    |
| スパイダーメン                         | Spider-Men #1-5 | 2018年 | 小学館集英社プロダクション | 978-4796877374    |
| スパイダーメンII                       | Spider-Men II #1-5 | 2019年 | 小学館集英社プロダクション | 978-4796877541    |
| スパイダーマン：ライフストーリー       | Spider-Man: Life Story #1-6 | 2020年 | 小学館集英社プロダクション | 9784796878227     |
| チャンピオンズ: チェンジ・ザ・ワールド | Champions (2016) #1-6 | 2020年 | 小学館集英社プロダクション | 978-4796878272    |
| スパイダーマン: スパイダーバース       | Spider-Man: Into the Spider-Verse: The Junior Novel | 2019年 | 講談社                     | 978-4065162507    |